# Kharkiv International 2014
Die Babolat Kharkiv International 2014 im Badminton fanden vom 4. bis zum 7. September 2014 im ukrainischen Charkiw statt.

## Die Sieger und Platzierten
| Disziplin    | Gold                               | Silber                                  | Bronze                                 |
| ------------ | ---------------------------------- | --------------------------------------- | -------------------------------------- |
| Herreneinzel | Rasmus Fladberg                    | Joachim Persson                         | Dmytro Zavadsky                        |
| Herreneinzel | Rasmus Fladberg                    | Joachim Persson                         | Valeriy Atrashchenkov                  |
| Dameneinzel  | Linda Zechiri                      | Özge Bayrak                             | Viktoriya Gushcha                      |
| Dameneinzel  | Linda Zechiri                      | Özge Bayrak                             | Mariya Ulitina                         |
| Herrendoppel | Gennadiy Natarov Artem Pochtarev   | Vitaly Konov Dmytro Zavadsky            | Artem Shevchenko Vladislav Volnyavskiy |
| Herrendoppel | Gennadiy Natarov Artem Pochtarev   | Vitaly Konov Dmytro Zavadsky            | Shai Geffen Georgiy Natarov            |
| Damendoppel  | Natalya Voytsekh Yelyzaveta Zharka | Yuliya Kazarinova Mariya Rud            | Özge Bayrak Neslihan Yiğit             |
| Damendoppel  | Natalya Voytsekh Yelyzaveta Zharka | Yuliya Kazarinova Mariya Rud            | Viktoriya Gushcha Viktoria Pogrebniak  |
| Mixed        | Artem Pochtarev Elena Prus         | Valeriy Atrashchenkov Yelyzaveta Zharka | Gennadiy Natarov Yuliya Kazarinova     |
| Mixed        | Artem Pochtarev Elena Prus         | Valeriy Atrashchenkov Yelyzaveta Zharka | Evgen Pochtarev Olga Nadtochiy         |